# Pożar Akwawitu w Poznaniu
Pożar Akwawitu – pożar zakładów spożywczych (produkujących alkohole) Akwawit, który miał miejsce z 19–20 maja 1937 na Grochowych Łąkach w Poznaniu, pomiędzy narożnikiem ul. Bóżniczej i Grochowych Łąk a współczesnym lodowiska Bogdanka, na tyłach kościoła św. Wojciecha. 

## Historia
Był jednym z najpoważniejszych pożarów w Poznaniu w okresie międzywojennym. Na skutek uderzenia pioruna, o godz. 15.50 zapalił się wielki zbiornik spirytusu, tego dnia całkowicie wypełniony tym produktem (2 miliony litrów). Pod wpływem wysokiej temperatury zbiornik rozszczelnił się, a potem pękł, wskutek czego zgromadzony w nim płonący spirytus zaczął rozlewać się po okolicy, m.in. zalewając ul. Północną. Płonąca ciecz podeszła do zabudowań sąsiadującej z zakładami rzeźni na Garbarach. Drugi (pusty) zbiornik na 200 tysięcy litrów spirytusu został w wyniku wybuchu odrzucony na 15 metrów. Akcja gaśnicza zaangażowała, oprócz straży pożarnej (80 osób), żołnierzy z nieodległego Fortu Winiary. Nikt nie zginął, jednak w wyniku katastrofy spłonęły doszczętnie Zakłady Graficzne Putiatyckiego (piwnice zalał płonący spirytus), część zabudowań Akwawitu i trzy wagony kolejowe na zakładowej bocznicy rzeźni. Szyny kolejowe zostały powyginane w harmonijkę. Istniało poważne zagrożenie dla zabytkowego kościoła św. Wojciecha. Straty oszacowano na 3 miliony złotych. Zakłady Putiatyckiego nigdy nie zostały odbudowane. 
Kolejny pożar Akwawitu, tym razem w obiektach przy ul. Chemicznej na Głównej, miał miejsce 5 sierpnia 1945. Zakłady zajęły się od porzuconego niedopałka papierosa. Przebieg nie był tak poważny jak w 1937 – ogień ugaszono w ciągu godziny.